# Савина (Ёгвинское сельское поселение)
Савина — деревня в Кудымкарском районе Пермского края. Входит в состав Ёгвинского сельского поселения. Располагается на реке Егве севернее от города Кудымкара. Расстояние до районного центра составляет 22 км. По данным Всероссийской переписи населения 2010 года, в деревне проживало 70 человек (34 мужчины и 36 женщин).

## История
По данным на 1 июля 1963 года, в деревне проживал 71 человек. Населённый пункт входил в состав Алековского сельсовета.